# Praia do Cego
A Praia do Cego é uma praia localizada no extremo-sul de Porto Alegre, capital do estado brasileiro do Rio Grande do Sul.
Banhada pelo Guaíba, a praia está situada no bairro Boa Vista do Sul, criado recentemente em 2016, que foi separado dos bairros Belém Novo e Lami, marcado pelas paisagens naturais e pela Zona Rural de Porto Alegre.
O acesso por estrada à praia pode ser dificultado ao público externo pelas estradas estreitas de chão batido e pela existência de propriedades privadas, situadas nas Avenida Boa Vista e na Rua Augusto dos Anjos, havendo um número considerável de campings na região.
Dentro do planejamento urbano da cidade, a praia do Cego está situada no "Setor 17" da Orla do Guaíba. A partir dela, é possível avistar a sudoeste a "Ponta das Canoas" e, a sudeste, a "Ponta do Cego", pertencente à Reserva Biológica do Lami José Lutzenberger.